# قائمة الهيئات الحكومية الجزائرية
تحتوي هذه المقالة على قائمة الهيئات الحكومية الجزائرية بأنواعها والتي تم إنشاؤها في الجزائر، والتي تخص الهيئات الدستورية والوطنية والإدارية.

## الحالية
| الهيئة                             | شعار | تاريخ التأسيس  | الموقع الرسمي              | المقر | م           |
| ---------------------------------- | ---- | -------------- | -------------------------- | ----- | ----------- |
| السلطة الوطنية المستقلة للانتخابات |      | 14 سبتمبر 2019 | ina-elections.dz           |       | [ 1 ]       |
| مجلس الأمة                         |      | 28 نوفمبر 1996 | majliselouma.dz            |       | [ 2 ]       |
| المجلس الدستوري                    |      | 23 فيفري 1989  | conseil-constitutionnel.dz |       | [ 3 ]       |
| المجلس الشعبي الوطني               |      |                | apn.dz                     |       |             |
| الهيئة الجزائرية للاعتماد          |      | 6 ديسمبر 2005  | algerac.org                |       | [ 4 ]       |
| المجلس الوطني لحقوق الإنسان        |      | 3 نوفمبر 2016  | cndh.org.dz                |       | [ 5 ] [ 6 ] |

## السابقة
| الهيئة                                               | شعار | تاريخ التأسيس - الحل           | ملاحظات                                                                |
| ---------------------------------------------------- | ---- | ------------------------------ | ---------------------------------------------------------------------- |
| الهيئة العليا المستقلة لمراقبة الانتخابات            |      |                                |                                                                        |
| المرصد الوطني لحقوق الإنسان                          |      | - 22 فيفري 1992 - 25 مارس 2001 | أنشئت بعد أقل من أسبوعين من إعلان حالة الطوارئ في الجزائر 9 فيفري 1992 |
| اللجنة الوطنية الإستشارية لترقية وحماية حقوق الإنسان |      | 25 مارس 2001                   |                                                                        |
| المؤسسة الوطنية لحقوق الإنسان في الجزائر             |      |                                |                                                                        |